# Campeonato Europeo de Halterofilia de 1897
El II Campeonato Europeo de Halterofilia se celebró en Viena (Austria-Hungría) en el año 1897 bajo la organización de la Federación Europea de Halterofilia (EWF) y la Federación Austríaca de Halterofilia.

## Medallistas
| Evento            | Oro                  | Plata | Bronce |
| ----------------- | -------------------- | ----- | ------ |
| Categoría abierta | Wilhelm Türk Austria | —     | —      |

## Medallero
| Núm. | País    | Oro | Plata | Bronce | Total |
| ---- | ------- | --- | ----- | ------ | ----- |
| 1    | Austria | 1   | 0     | 0      | 1     |
|      | TOTAL   | 1   | 0     | 0      | 1     |